# Allurarött AC

Strukturformel

Allurarött AC (även kallat FD&C Red 40) (C.I. Food Red 17, C.I. 16035) är ett rött azofärgämne med användning som livsmedelsfärgämne. Dess E-nummer är E129. Ämnet introducerades i USA som en ersättning för amarant. Ämnet förekommer ofta som ett dinatriumsalt, men även kalcium- och dikaliumsaltet används. Färgen löser sig i vatten och har då ett absorbansmaximum på 504 nm. Det framställs syntetiskt ur stenkol eller petroleum (vilket idag är den vanligaste källan).

## Hälsorisker
Allurarött AC är förknippad med färre hälsorisker än de flesta azofärgämnen. Ämnet har dock visat sig ge upphov till hyperaktivitet och ADHD samt sänkning av IQ-värdet hos barn i en brittisk studie. I en kanadensisk studie har ämnet visat möss drabbas av tarminflammation och därmed kan påverka risken att få Crohns och ulcerös kolit. Studier har visat att ämnet ej är cancerframkallande. Det högsta acceptabelt dagligt intag (ADI) har av National Academy of Sciences i USA fastslagits vara 7 mg/kg kroppsvikt. 
I Sverige och övriga EU måste livsmedel som innehåller allurarött AC märkas med varningstexten "Kan ha en negativ effekt på barns beteende och koncentration". Kravet på märkning gäller dock inte lösgodis eller andra icke-förpackade livsmedel.